# Victor Benerius Frank
Victor Benerius Frank (...) è un giocatore di football americano svedese che milita nel ruolo di linebacker nei Tyresö Royal Crowns.